# ウェンシア・ユー
ウェンシア・ユー(于文霞、Yu Wenxia、拼音: Yú Wénxiá、1989年8月6日 - )は、中華人民共和国のモデル・女優。2012年、第62回ミス・ワールド決勝大会で優勝（中国代表として2人目）。名前について、ウェンシャ・ユー、ユー・ウェンシャーなど、表記の揺れがある。

## 経歴
1989年8月6日、黒竜江省尚志市(現・ハルビン市)亜布力鎮新华村に生まれる。両親は多くの村民と同じように農業を営む。2歳年上の姉がいる。
初級中学までは亜布力鎮で過ごす。
2005年、菏泽音乐艺术学校入学。本格的に音楽の勉強を始める。姉はすでに黑河师范大学に入学していたが、家は2人分の学費を負担できない。彼女は休学し、餃子店のウェイトレス（服務員）として月600元稼ぐ。
この頃、ある人の勧めでモデルのトレーニングを始める。ハルビン市阿城区で開催されたテレビのモデルコンテスト（模特电视大赛）に出場。1か月しか訓練を受けていなかったが3位入賞。
学校の教師は彼女の声の素質に気づき、大学で声楽を学ぶよう勧めた。校長は彼女の1学年飛び級を許可、ある教師は大学受験に間に合う最後の列車を走って追いかけた。
2008年、ハルビン師範大学音楽学部民族声楽学科に入学。中国民俗音楽を研究。
年間10000元近い授業料を支払うため、ハルビンでホステス（迎宾员）として働く。しかし1か月間の苦労の末、稼いだのは999元であった。止む無く学生ローンを申請し、家の負担を半分に減らした。日曜日にはファッションショー、オートショーなどで働き、2年生になった頃には家に負担はかけなくてよくなっていた。
2009年、ハルビンで開催された2009年冬季ユニバーシアード開会式で、中国チームのプラカード嬢を務める。
2010年、Miss World Contest China Tourism(中国旅游小姐全球大赛)出場。
2012年8月18日、内モンゴル自治区オルドス市で開催されたミス・ワールド決勝大会で116人の参加者の中から優勝。ミス・ワールド2012となる。
2013年、ミスター・ワールド（世界先生）と共に第39回バラエティー番組マラソン募金活動（第39届Variety电视马拉松式募捐活动）に出演。360.3万USDを集める。これは同イベントが設立されて以来の最高記録である。
2015年、映画『トランスポーター イグニション』に出演。